# Jugoslavien i olympiska vinterspelen 1964
Jugoslavien deltog med 31 deltagare vid de olympiska vinterspelen 1964 i Innsbruck. Ingen av landets deltagare erövrade någon medalj.